# 밤색카푸친
밤색카푸친 또는 밤색울보카푸친(Cebus castaneus)은 꼬리감는원숭이과에 속하는 신세계원숭이의 일종이다. 브라질 북동부와 가이아나 남부, 수리남 및 프랑스령 기아나에 서식하는 꼬리감는원숭이 종이다.

## 분류학
밤색카푸친은 1851년에 울보카푸친의 아종으로 기재되었다. 그러나 2012년 연구에서는 적어도 잠정적으로 이 종을 별개의 종으로 인정할 근거를 발견했다. 미국 포유류학회와 IUCN 적색 목록 그리고 ITIS는 모두 이 분류를 따른다.

## 분포
브라질 북동부와 가이아나 남부 그리고 수리남과 프랑스령 기아나 대부분 지역에서 발견된다. 아마존강 북쪽와 네그루강 동쪽의 기아나 순상지 고지대에 서식하며, 브랑쿠강으로 양쪽이 둘러싸여 있다. 이곳에서 북쪽, 오리노코강과 벤투아리강 동쪽을 거쳐 가이아나까지 분포한다. 밤색카푸친은 아직 서식지가 잘 알려져 있지 않다.